# 24711 Chamisso
24711 Chamisso (1991 PN17) là một tiểu hành tinh vành đai chính được phát hiện ngày 6 tháng 8 năm 1991 bởi F. Borngen ở Tautenburg.